# Word of Mouf
Word of Mouf — третій студійний альбом американського репера Лудакріса, випущений 27 листопада 2001 року на лейблах Disturbing tha Peace і Def Jam South. Він містить сингли «Rollout (My Business)», «Area Codes», «Move Bitch» і «Saturday (Oooh! Ooooh!)».

## Прийом критиків
Джейсон Бірчмаєр з AllMusic назвав Word of Mouf «справою суперзірки, яка спрямована на масове звернення за допомогою широкого спектру різних стилів» і насолоджувався «дотепними каламбурами та хитрими натякамим, які відображаються в таких піснях, як «Area Codes». Однак він відчував, що «серед усіх цих різноманітних команд ви втрачаєте трохи щирої, особистої переваги, яка характеризувала більшу частину дебюту Лудакріса». Сорен Бейкер із Chicago Tribune також високо оцінив комедійну природу альбому, зазначивши, що «Лудакріс зберігає настрій світлим і святковим, не дивлячись на те, чи створює він різкий одностроковий текст, перебільшує потік своїх рим до безглуздої крайності чи вміло використовує посилання на поп-культуру. Навіть його сценки досить кумедні, щоб вони могли стати основою для комедійного альбому найвищого рівня».

## Комерційний успіх
Альбом дебютував під номером 3 у американському чарті Billboard 200 із продажами у 281 000 копій за перший тиждень в Сполучених Штатах. 31 жовтня 2002 року альбом був сертифікований як 3-платиновий Асоціацією звукозаписної індустрії Америки (RIAA). Станом на липень 2014 року альбом було продано понад 3 674 000 копій у Сполучених Штатах. Це найбільш продаваний альбом Ludacris. Він був номінований на 45-й церемонії вручення премії «Греммі» як найкращий реп-альбом, але програв The Eminem Show.

## Список композицій
| #   | Назва                                                                     | Автор                                                                                         | Продюсер(и)              | Тривалість |
| --- | ------------------------------------------------------------------------- | --------------------------------------------------------------------------------------------- | ------------------------ | ---------- |
| 1.  | «Coming 2 America»                                                        | Christopher Bridges Shondrae Crawford                                                         | Shondrae                 | 4:21       |
| 2.  | «Rollout (My Business)»                                                   | Bridges Timothy Mosley Papa Serigne Seck                                                      | Timbaland                | 4:56       |
| 3.  | «Go 2 Sleep» (за участю Three 6 Mafia, I-20 та Fate Wilson)               | Bridges Paul Beauregard Darnell Carlton Crawford Jordan Houston Bobby Sandimarine Fate Wilson | Shondrae                 | 5:10       |
| 4.  | «Cry Babies (Oh No)»                                                      | Bridges Kasseem Dean                                                                          | Swizz Beatz              | 5:56       |
| 5.  | «She Said»                                                                | Bridges Rico Wade Wilson                                                                      | Organized Noize          | 4:33       |
| 6.  | «Howhere» (Skit)                                                          | Bridges                                                                                       | Ludacris                 | 1:11       |
| 7.  | «Area Codes» (за участю Nate Dogg)                                        | Bridges Nathaniel Hale Phalon Alexander Billy Nichols                                         | Jazze Pha                | 5:03       |
| 8.  | «Growing Pains» (за участю Keon Bryce та Fate Wilson)                     | Bridges Keon Bryce Wilson William Bell Booker Jones                                           | P. King «The Specialist» | 4:49       |
| 9.  | «Greatest Hits» (Skit)                                                    | Bridges                                                                                       | Mike Johnson             | 1:16       |
| 10. | «Move Bitch» (за участю Mystikal та I-20)                                 | Bridges Craig Lawson Sandimarine Jonathan Smith Michael Tyler                                 | KLC                      | 4:30       |
| 11. | «Stop Lying» (Skit)                                                       | Bridges                                                                                       | Ludacris                 | 1:36       |
| 12. | «Saturday (Oooh! Ooooh!)» (за участю Sleepy Brown)                        | Bridges Patrick Brown Murray Wade                                                             | Organized Noize          | 3:50       |
| 13. | «Keep It on the Hush» (за участю Jazze Pha)                               | Bridges Alexander                                                                             | Jazze Pha                | 4:46       |
| 14. | «Word of Mouf (Freestyle)» (за участю 4-Ize)                              | Bridges Tony Hayes III                                                                        | Ludacris                 | 2:11       |
| 15. | «Get the Fuck Back» (за участю Fate Wilson, Shawnna та I-20)              | Bridges Crawford Rashawnna Guy Sandiemanie Wilson                                             | Shondrae                 | 5:21       |
| 16. | «Freaky Thangs» (за участю Twista та Jagged Edge)                         | Bridges Carl Mitchell Brandon Casey Brian Casey Hayes Kyle Norman Richard Wings Crawford      | Shondrae                 | 5:32       |
| 17. | «Cold Outside» (за участю Chimere)                                        | Bridges Torrey Cook                                                                           | Jooka                    | 6:03       |
| 18. | «Block Lockdown» (за участю I-20)                                         | Bridges Crawford                                                                              | Shondrae                 | 4:53       |
| 19. | «Welcome to Atlanta» (Jermaine Dupri за участю Ludacris; прихований трек) | Jermaine Dupri Bridges K. Parker                                                              | Jermaine Dupri           | 3:16       |

Примітки
- «Howhere», «Greatest Hits» і «Stop Lying» не включено до цензурованої версії.

## Чарти
| Чарт (2001–2002)                        | Найвища позиція |
| --------------------------------------- | --------------- |
| Canadian Albums (Nielsen SoundScan)     | 30              |
| Canadian R&B Albums (Nielsen SoundScan) | 6               |
| Німеччина German Albums (Media Control) | 98              |
| Велика Британія UK Albums (OCC)         | 57              |
| Велика Британія UK R&B Albums (OCC)     | 12              |
| США Billboard 200                       | 3               |
| США Top R&B/Hip-Hop Albums (Billboard)  | 1               |

| Чарт (2002)                             | Позиція |
| --------------------------------------- | ------- |
| Canadian Albums (Nielsen SoundScan)     | 108     |
| Canadian R&B Albums (Nielsen SoundScan) | 20      |
| Canadian Rap Albums (Nielsen SoundScan) | 9       |
| US Billboard 200                        | 10      |
| US Top R&B/Hip-Hop Albums (Billboard)   | 2       |

## Сертифікації
| Регіон                                                                                          | Сертифікація  | Продажі   |
| ----------------------------------------------------------------------------------------------- | ------------- | --------- |
| Канада (Music Canada)                                                                           | Платиновий    | 100 000^  |
| Велика Британія (BPI)                                                                           | Золотий       | 100 000*  |
| США (RIAA)                                                                                      | 4× Платиновий | 3,674,000 |
| *продажі, що базуються лише на сертифікаціях ^відвантаження, що базуються лише на сертифікаціях |               |           |